# Al-Biryandi
Abd Ali ibn Muhammad ibn Husayn Biryandi (en persa: عبدعلی محمد بن حسین بیرجندی‎) (?-1528) fue un astrónomo, matemático y físico persa del siglo XVI natural de Biryand.

## Astronomía
Describiendo la estructura del cosmos, al-Birjandi siguió con el debate que Ali al-Qushji había empezado sobre la rotación de la Tierra. En su análisis de qué podía ocurrir si la Tierra se movía,  desarrolla una hipótesis similar a la idea de Galileo Galilei de "inercia circular", que describe en la siguiente prueba observacional (como respuesta a uno de los argumentos de Qutb al-Din al-Shirazi):

"La roca pequeña o grande caerá a la tierra siguiendo una trayectoria rectilínea perpenicular al plano (sath) del horizonte; de esto es testigo la experiencia (tajriba). Y esta perpendicular se aleja del punto tangente de la esfera de la Tierra y del plano del horizonte percibido (hissi). Este punto se mueve con el movimiento de la Tierra y por ello no habrá diferencia en el lugar de caída de las dos rocas."

## Trabajos
Al-Birjandi escribió más de 13 libros y tratados, incluyendo:
- Sharh al-tadhkirah (Un comentario a la memoria de al-Tusi). El texto, en algunas copias del manuscrito del siglo XVII, está escrito en tinta negra y roja con esquemas que ilustran muchos de los elementos astronómicos descritos en el libro.[7] El capítulo once del libro fue traducido al sánscrito en 1729 en Jaipur por Nayanasukhopadhyaya. Kusuba y Pingree hicieron una edición en sánscrito y en una sección separada, una traducción inglesa junto al original de árabe. Aquel capítulo atrajo la atención de académicos europeos desde dinales del siglo XIX.[8] Al-Birjandi en Tadhkira II, Capítulo 11, y Su Traducción de sánscrito por Kusuba K. Y Pingree D. ISBN 978-90-04-12475-2 fue publicado en 2001 por Brill Editores Académicos.
- Sharh-i Bist Bab dar Ma'rifat-i Un soyal-i al-Asturlab (Comentario sobre "Veinte Capítulos sobre los Usos del Astrolabio" de Nasir al-Din al-Tusi; persa.[9]
- Risalah fi Alat al-Rasad (Epístola sobre instrumentos observacionales); en árabe.
- Tadhkirat al-Ahbab fi Bayan al-Tahabub (Memoria de amigos: la explicación de la amistad [de números]); en árabe.

También escribió obras sobre teología.